# Rajender Kumar
Rajender Kumar (ur. 25 października 1985) – indyjski zapaśnik walczący w stylu klasycznym. Zajął 27 miejsce na mistrzostwach świata w 2009. Dziewiąty na igrzyskach azjatyckich w 2010. Wicemistrz Azji w 2010 i trzeci w 2018. Złoty medalista igrzysk wspólnoty narodów w 2010. Mistrz Igrzysk Azji Południowej w 2004 i mistrzostw Wspólnoty Narodów w 2009, 2011 i 2017, a drugi w 2013 roku.
W roku 2012 został laureatem nagrody Arjuna Award.